# Anche i commercialisti hanno un'anima
Anche i commercialisti hanno un'anima è un film del 1994, diretto da Maurizio Ponzi. Il film uscì nelle sale l'11 marzo del 1994.

## Trama
Nell'Italia di Tangentopoli vengono narrate le storie di tre personaggi molto diversi tra loro: il romano Roberto, onesto impiegato della Corte dei Conti, un po' grigio e noioso ma ligio al dovere e con l'unica distrazione del calcetto; Sonia, giovane, bellissima e superficiale fidanzata di Roberto che vorrebbe il partner più dinamico e ambizioso; infine Carlo, faccendiere milanese senza scrupoli nonché, malgrado sia sposato e con due figli,  donnaiolo impenitente: ha una relazione con la sua collaboratrice milanese Adriana, appena arrivato a Roma comincia a corteggiare pesantemente Sonia che lavora come segretaria in uno studio notarile attiguo al suo, poco tempo dopo viene arrestato dalla Guardia di Finanza che irrompe nel suo ufficio proprio mentre Mercedes, una formosa ragazza spagnola appena presentatasi per un lavoro da interprete, gli sta praticando una fellatio.  
Carlo è insomma il classico prototipo del ricco cumenda della Milano da bere, che viene visto da Sonia, la quale ne è malcelatamente attratta, come un esempio che Roberto dovrebbe seguire. Nei guai con la giustizia, su consiglio del suo avvocato Carlo parte per l'India (uno stato in cui non c'è l'estradizione) al seguito di Cesira, una buddista che organizza visite a Subramanian, misterioso uomo che si dice faccia miracoli. Sonia, che accoglie con entusiasmo qualsiasi novità, si converte al nuovo culto e parte anche lei per l'Asia insieme al seccato Roberto.
L'impatto con l'India produrrà reazioni inaspettate: Sonia si stancherà quasi subito della nuova esperienza e arriverà all'udienza del santone distratta dalla corte di Carlo, che intanto su consiglio del suo amico Galbusera (un altro imprenditore fuggito dall'Italia per problemi con la giustizia) vorrebbe diventare impresario del "santone". Di conseguenza il milanese convince Cesira a diventare sua socia e ritorna in patria con questo nuovo business, ben sapendo che si tratta di un inganno. Roberto nel frattempo rimane colpito dall'incontro con Subramanian e con l'India: avendo smascherato la truffa di Galbusera, si ribella al rapporto con Sonia (che nel frattempo si è concessa a Carlo) e si affeziona a Silvio, un bambino diventato muto dopo aver subito un trauma. 
Il film lascia i nostri personaggi a Roma: Sonia, tornata single e delusa dall'avventura con Carlo, riprende ad inseguire i suoi sogni e punta a diventare una sceneggiatrice cinematografica; Carlo, affiancato dalla madre e da Luciana, la sua fedele segretaria di Roma, apre una nuova attività nel campo del turismo religioso e Roberto torna alla solita vita, più tranquillo e più felice grazie al fidanzamento con Patrizia, l'ex collega di Sonia che aveva sempre avuto simpatia per lui. Nell'ultima scena, infine, dopo una rete segnata da Roberto nel corso di una partita di calcetto, Silvio (presente sulla tribunetta insieme a suo padre) ricomincia a parlare esclamando la parola "gol!".

## Produzione
L'aiuto regista è Ferzan Özpetek.